# Harry Allen (football)
Pour les articles homonymes, voir Harry Allen et Allen.
Harry ou Henry Allen (né le 19 janvier 1866 à Walsall et mort le 23 février 1895) est un footballeur international anglais. Il évoluait au poste de milieu de terrain.

## Carrière

### En club
- 1883-1886 :  Walsall Swifts
- 1886-1894 :  Wolverhampton (123 matchs et 8 buts)

### En sélection
- 1888-1890 :  Angleterre (5 matchs)

## Palmarès
- Coupe d'Angleterre:
  - Vainqueur: 1893.
  - Finaliste: 1889.